# Johann Konrad Bexheft
Johann Konrad Bexheft, magyarosan: Bexheft János Konrád (1766 körül – Nagyszalók, 1825 májusa) evangélikus lelkész.

## Élete
1803-tól Szomolnokon, Svedléren, 1807-től Eperjesen, végül 1817-től Nagyszalókon teljesített szolgálatot.

## Művei
- Ode an Herrn Stefan Fabri Professor am evang. Gymnasio zu Pressburg etc. gesungen an dessen Namensfeste den 26. Christmonath 1787. Pressburg, 1787.
- Dem andenken der selig verstorbenen Frau Elise Lassgalner. Caschau, 1797.
- Vergleichung des menschlichen Lebens und der menschlichen Bestimmung mit dem Leben und dem Beruf eines Bergmanns. Eine Bergpredigt Kaschau, 1813.